# クロード・ピノトー
クロード・ピノトー（Claude Pinoteau, 1925年5月25日 - 2012年10月5日）は、フランスの映画監督、脚本家である。イル＝ド＝フランス地域圏オー＝ド＝セーヌ県ブローニュ＝ビヤンクールで生まれる。ヌイイ＝シュル＝セーヌで亡くなる。

## フィルモグラフィ
- 流れ者 Le voyou (1971) 脚本
- 死にゆく者への調べ Le Silencieux (1973) 監督・脚本
- La Gifle (1974) 監督・脚本
- 赤ちゃんは紳士がお好き? Le Grand Escogriffe (1976) 監督・脚本
- 怒れる男 L'Homme en colère (1979) 監督・脚本
- ラ・ブーム La Boum (1980) 監督・脚本
- ラ・ブーム2 La Boum 2 (1982) 監督・脚本
- 7thターゲット/第7の標的 La Septième Cible (1984) 監督・脚本
- スチューデント L'Étudiante (1988) 監督・脚本
- La Neige et le feu (1991) 監督・脚本
- Cache cash (1994) 監督・脚本
- キュリー夫妻/その愛と情熱 Les Palmes de M. Schutz (1997) 監督・脚本
- Un abbé nommé Pierre, une vie pour les autres (2005) ドキュメンタリー、監督